# Apophryotrocha mutabiliseta
Apophryotrocha mutabiliseta är en ringmaskart som beskrevs av Jumars 1974. Apophryotrocha mutabiliseta ingår i släktet Apophryotrocha och familjen Dorvilleidae. Inga underarter finns listade i Catalogue of Life.